# John FitzGibbon (1. hrabia Clare)

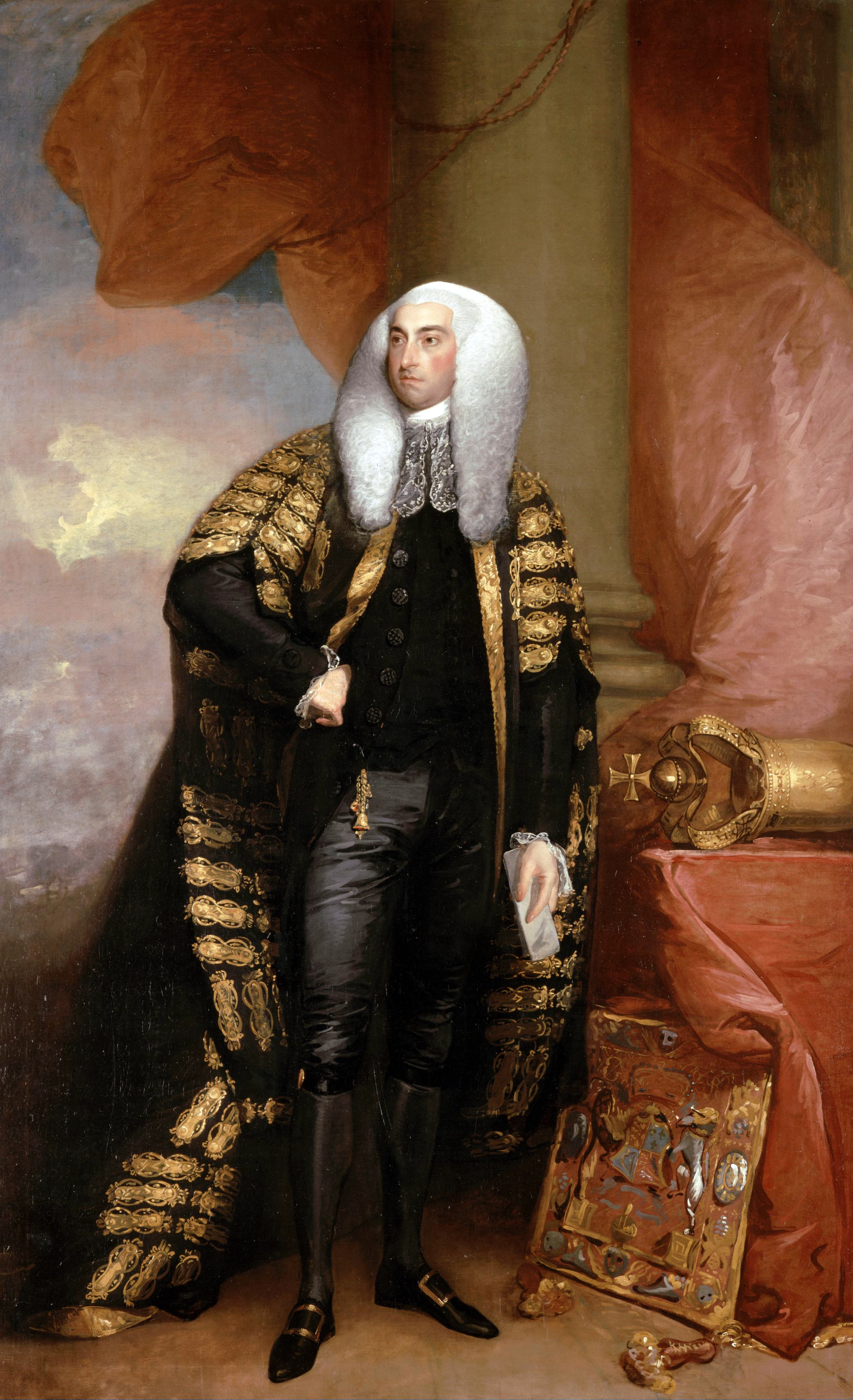
Pierwszy hrabia Clare

John FitzGibbon, 1. hrabia Clare, Hrabia Clare lub Lord Clare (ur. ok. 1749, zm. 28 stycznia 1802) – irlandzki polityk, od roku 1783 Prokurator generalny i lord kanclerz Irlandii od 1789.
W historii Irlandii był postacią kontrowersyjną, opisywaną jako twardogłowy protestant, zagorzały przeciwnik katolicyzmu i jeden z pierwszych zwolenników zjednoczenia − pod postacią Unii − z Anglią (do czego ostatecznie doszło krótko przed jego śmiercią). Sprzeciwiał się wprowadzaniu jakichkolwiek ulg politycznych dla katolików zarówno w Irlandii, jak i w Anglii, a ponadto był pierwszym, kto zasugerował Jerzemu III, że jego koronacja zależy w dużym stopniu od tego, czy dopuści katolików do udziału w pracach parlamentu.
Postać FitzGibbona w niewielkim tylko stopniu wpłynęła na politykę Wielkiej Brytanii, bowiem działał głównie w parlamencie irlandzkim. Lepiej zapamiętano jego przeciwnika politycznego, Henry’ego Grattana i arystokratycznego buntownika z roku 1798, lorda Edwarda FitzGeralda. FitzGibbon wspierał te działania polityczne, które zmierzały do utrzymania protestanckiej dominacji i ciągłego ucisku katolickiej większości w Irlandii. Osiągnął swój cel po roku 1801, kiedy to parlament irlandzki został rozwiązany, a unia z Wielką Brytanią zawiązana bez jakichkolwiek ustępstw wobec katolików. Na dłuższą metę jego sprawa nie wytrzymała próby czasu − w roku 1829 rząd brytyjski był zmuszony przyznać katolikom pełnię praw (przy jednoczesnym ograniczeniu praw wyborczych najbiedniejszych Irlandczyków). Unia irlandzko-brytyjska, której zdecydowanie sprzeciwiał się Henry Grattan, została częściowo rozwiązana w około sto lat później.
Największym osiągnięciem FitzGibbona było przekonanie Jerzego III, że ustępstwa wobec katolików − tak w Wielkiej Brytanii, jak i w Irlandii − będą oznaczały, że król sprzeniewierzył się przysiędze koronacyjnej. Tak oto król − a za nim jego młodszy syn − stał się zagorzałym przeciwnikiem emancypacji, która musiała odczekać do śmierci ich obu. W tym przekonaniu króla (co miało miejsce prawdopodobnie pomiędzy 1793 a 1801 rokiem), represyjna polityka FitzGibbona wymierzona przeciwko irlandzkim katolikom osiągnęła swój szczytowy punkt; uczyniwszy to zdołał unicestwić to wszystko, o co walczył Grattan i jego partia. Jednocześnie przyczynił się do upadku Williama Pitta, bowiem Pitt położył na szali całą swoją reputację by uzyskać emancypację katolików wraz z aktem powołującym do życia unię. Jeszcze przez długi czas żaden z brytyjskich premierów nie mógł podjąć działań w tym kierunku. W ten sposób FitzGibbon odegrał negatywną rolę nie tylko w historii irlandzkiego, ale również brytyjskiego parlamentaryzmu.
Jego prawnukiem był Louis Theobald Dillon FitzGibbon (1925-2003) – pisarz, autor książek o zbrodni katyńskiej, w roku 1976 współinicjator budowy pomnika katyńskiego w Londynie.